# Richtgeschwindigkeit (Artillerie)
Die Richtgeschwindigkeit gibt an, um wie viel Grad der Lauf eines schussbereiten Geschützes pro Sekunde vertikal oder horizontal geschwenkt – also auf ein Ziel gerichtet – werden kann. Die Richtgeschwindigkeit hängt dabei von Faktoren wie Größe und Gewicht des Geschützes, Leistungsfähigkeit seiner mechanischen oder elektrischen Schwenkvorrichtungen und der Erfahrung seiner Bedienungsmannschaft ab. Grundsätzlich kann die Höhe der Richtgeschwindigkeit als ein Indiz für die Effizienz und Leistungsfähigkeit eines Geschützes gelten.